# Big Sioux
Big Sioux je 674 km dolga reka v Združenih državah Amerike, ki teče po ozemlju zveznih držav Južna Dakota in Iowa. Pri Sioux Cityju v Iowi se izliva v Misuri.
Ime Big Sioux River je reka dobila leta 1931, poimenovana pa je bila po pripadnikih ameriških staroselcev iz skupine plemen Sujev (Sioux).